# Злоключения за границей
«Злоключения за границей» (англ. Banged Up Abroad) — документальный сериал режиссёра Барта Лейтона, повествующий об историях людей, заключённых под стражу за границей. Большинство серий рассказывает о путешественниках, арестованных за наркоторговлю. Сериал описывает события, предшествующие аресту, собственно момент заключения под стражу, судебный процесс, тюремный быт и последствия для близких и родственников осуждённых. С 2006 года сериал выходит в эфир National Geographic Channel в нескольких десятках стран мира и к 2018 году насчитывает 10 сезонов.

## Список серий

### Сезон 1 (2006)
Эпизод 1: История Скотта и Люси (англ. Scott and Lucy’s Story)
Путешественники Скотт Кэмпбелл и Люси Бейкер арестованы в Мексике.
Эпизод 2: История Сандры Грегори (англ. The Sandra Gregory Story)
Сандра Грегори арестована в Таиланде за попытку провезти героин в Японию.
Эпизод 3: История Марка (англ. Mark’s Story)
Марк арестован в Сиднее за попытку провоза кокаина из США в Австралию.
Эпизод 4: История Дэниса и Дональда (англ. Denis and Donald’s Story)
Дональд Макнил, яхтсмен, арестован за сбор партии кокаина в 30 млн фунтов.

### Сезон 2 (2007)
Эпизод 1: История Джима и Пола (англ. Jim and Paul’s Story)
Джим Майлз и Пол Лоусби, два британских подростка, арестованы в Венесуэле за распространение наркотиков.
Эпизод 2: Кошмар в перуанской тюрьме англ. Peruvian Prison Nightmare)
Две американки, Криста Барнс и Дженнифер Дэвис, арестованы за контрабанду кокаина из Перу.
Эпизод 3: История Пирса (англ. Piers' Story)
Пирс Хэрну, путешественник из Великобритании, задержан за контрабанду золота из Гонконга в Непал.
Эпизод 4: История Глена (англ. Glen’s story)
Глен Хэггстад похищен армией национального освобождения Колумбии.

### Сезон 3 (2008)
Эпизод 1: История Скотта (англ. Scott’s Story)
Скотт Вайт арестован в Кувейте за продажу гашиша, но сбежал из тюрьмы во время вторжения в Кувейт 1990 года.
Эпизод 2: Лима (англ. Lima)
Рассел Торесен, американский путешественник, задержан в Перу за попытку ввоза кокаина.
Эпизод 3: Бангладеш (англ. Bangladesh)
Лия Маккорд, американский подросток, арестована в Бангладеш за ввоз героина.
Эпизод 4: Пакистан (англ. Pakistan)
Амардип Бэйсси, британский журналист, задержан в Пакистане по пути в Афганистан по обвинению в шпионаже.

### Сезон 4 (2008)
Эпизод 1: Куско (англ. Cuzco)
Сара Джексон убеждает своего парня поехать в Перу для того, чтобы помочь ей провезти наркотики. В настоящее время она отбывает свой семилетний срок.
Эпизод 2: Тайвань (англ. Taiwan)
Один из самых опасных уголовников Тайваня врывается в дом МакГилла Александра, полковника южно-африканской армии, и захватывает его и его семью в заложники.
Эпизод 3: Эквадор (англ. Ecuador)
Американец Даниэль Ван Дэ Зендреве[уточнить] (англ. Daniel Van De Zendrewe) арестован при попытке перевези кокаин из Эквадора в Европу.
Эпизод 4: Южная Корея (англ. South Korea)
Куллен Томас задержан за контрабанду гашиша из Филиппин в Южную Корею.

### Сезон 5 (2009)
Эпизод 1: Венесуэльский блюз (англ. Venezuela Blues)
Рискованная попытка быстро заработать обернулась для музыканта Дэвида Эванса сроком в тюрьме Лос-Текеса, печально известной ужасными условиями.
Эпизод 2: Террор на Филиппинах (англ. Kidnapped in the Philippines)
Церковному волонтёру Грэгу Уильямсу пришлось пережить чудовищные испытания, когда в 1996 году его похитили террористы, связанные с «Аль-Каидой».
Эпизод 3: Облава в Мексике (англ. Mexican Justice)
Поиски острых ощущений в Мексике обернулись для Джейка Стэнфорда кошмаром, когда он попал в жестокую облаву полиции на наркоторговцев.
Эпизод 4: Самая страшная тюрьма в Бразилии (англ. Brazil's Worst Prison)
В

### Сезон 6 (2009)
Эпизод 1: За решёткой на Бали (англ. Busted in Bali)
Осужденный на острове Бали по ложному обвинению в контрабанде гашиша, Крис Парнелл отсидел там 11 лет в тюрьме вплоть до освобождения в 1996.
Эпизод 2: Малолетний контрабандист (англ. Teen Smuggler)
История подростка из Эль-Пасо Алекса Сильвы, члена банды, перевозившей марихуану из Мексики в США.
Эпизод 3: Под замком в Гаване (англ. Hooked in Havana)
Певица Калила Салем оказалась на шесть лет в кубинской тюрьме вдали от дочери: её продюсер подставил её на контрабанде кокаина.
Эпизод 4: Похищение в Ираке (англ. Kidnapped in Iraq)
В 2004 году боевики похитили двух журналистов, работавших на линии фронта. Их обвинили в шпионаже в пользу США.
Эпизод 5: Беременная за решёткой (англ. Bustet and Pregnant)
Молодая мать Зара Уитакер была арестована при попытке вывоза кокаина. В тюрьме она узнала, что снова беременна.
Эпизод 6: Обман в Кито (англ. Conned in Quito)
Во время поездки в Эквадор Зои Макгарри подставил её новый знакомый, обманным путём заставив её перевезти наркотики. Она получила 8 лет тюрьмы.
Эпизод 7: Осада в джунглях (англ. Jungle Siege)
После провала миссии в Сьерра-Леоне майор Фил Эшби был захвачен в плен жестокими малолетними бойцами полковника Бао.
Эпизод 8: С Ямайки в тюрьму (англ. Jamaican Getaway)
Две женщины, соблазнившись заманчивым предложением, согласились перевезти марихуану и попали в печально известную центральную тюрьму Кингстона.
Эпизод 9: Дели (англ. Party Girl)
Потерявшая голову от любви, вечеринок и дискотек, Клэр Мэтьюс попалась на контрабанде анаши в Индии и оказалась в самой большой тюрьме Азии.

### Сезон 7 (2010)
Эпизод 1: Настоящий полуночный экспресс (англ. The Real Midnight Express)
Книга 1977 года «Полуночный экспресс» и завоевавший премию «Оскар» фильм Полуночный экспресс 1978 года были основаны на этих событиях, рассказанных 20-летним студентом колледжа Билли Хейсом. Его арест за контрабанду наркотиков, его побег из тюрьмы в Стамбуле. Но по определенным причинам, связанных с законом,[уточнить] книга была несколько не точна; сюжет фильма также отличался от реальных событий. В этом выпуске Билли рассказывают полную историю всех своих приключений.
Эпизод 2: Багдадская тюрьма (англ. Saddam’s Iraq)
После вторжения Саддама Хусейна в Кувейт в 1990 году Том Линч и его подчиненные решили покинуть Ирак, пока это было возможно, но были захвачены местной армией и заключены в тюрьму Багдада.
Эпизод 3: Токио (англ. Tokyo)
После гибели жениха в автокатастрофе Джеки Никольс уезжает в Японию в поисках новой жизни. Здесь она знакомится с наркоторговцем, который предлагает торговать гашишем с ним. На пятой сделке она попадается.
Эпизод 4: Бангкок (англ. Bangkok)
Англичанин Тим Шрадер, 28-летний учитель, согласился провезти 4-8 кг героина в США в надежде решить свои финансовые проблемы.
Эпизод 5: Испания (англ. Spain)
Музыкант Майкл Морей с беременной подругой попадаются на контрабанде наркотиков из Эквадора в Испанию.
Эпизод 6: Панама (англ. Panama)
Молодой американец Марк Уэдевен и его компания решили пройтись по джунглям из Панамы в Колумбию через Дарьенский пробел, где их взяла в плен местная военная группировка.